# Vincent Barteau
Pour le footballeur de fiction, voir Monsieur je-sais-tout#Synopsis.
Vincent Barteau, né le 18 mars 1962 à Caen, dans le Calvados, est un ancien coureur cycliste français.

## Biographie
Vincent Barteau commence le cyclisme durant son enfance, imitant son oncle, coureur amateur. Champion de Normandie à 14 ans, puis champion de France junior en 1980, il devient coureur professionnel en 1983, dans l'équipe  Renault-Elf.
Il a notamment brillé dans le Tour de France. En 1984, il endosse le maillot jaune à la 5e étape, « par hasard » : « C'était mon premier Tour de France, j'étais dans le peloton avec LeMond, on s'est arrêtés tous les deux à un moment pour un besoin naturel, et le peloton a flingué, ça a attaqué au même moment. Ça m'a pas plu, je suis remonté en tête du peloton, j'ai rattrapé le mec qui avait attaqué au moment où on pissait, j'ai fini avec dix-sept minutes d'avance et j'ai pris le maillot jaune. En fait, ce jour-là, si je m'arrête pas pisser, je reste en centième position, je prends jamais le maillot... » Il garde le maillot jaune pendant douze jours et le perd à l'issue de la 17e étape, au profit de son leader Laurent Fignon qui remportera ce Tour.
En 1989, Vincent Barteau remporte une étape à Marseille, le 14 juillet, jour du bicentenaire de la Révolution française. Il effectue sa dernière saison en 1990 au sein de l'équipe Castorama.
Il travaille ensuite pour la chaîne de télévision Eurosport pendant 14 ans, et est également consultant pour les sociétés Phonak, Aquarelle, Vittel. En 2009, il possède deux magasins franchisés de la marque Jeff de Bruges. En 2008, il est la vedette d'une série humoristique diffusée sur le site web du Tour de France et réalisée par Julien Richard-Thomson.

## Palmarès

### Carrière amateur
- 1979
  - Champion de Normandie du contre-la-montre par équipes juniors
- 1980
  -  Champion de France sur route juniors
  - Champion de Normandie sur route juniors
  - Champion de Normandie du contre-la-montre par équipes juniors
  - 3e du championnat de France du contre-la-montre par équipes juniors
- 1981
  - 3e étape des Trois Jours de Cherbourg
- 1982
  - 3e étape du Tour du Vaucluse
  - 4e étape du Tour du Limousin
  - Paris-Épernay
  - 3e étape des Trois Jours de Cherbourg
  - 2e du Tour de Normandie
  - 6e du championnat du monde sur route amateurs

### Carrière professionnelle
- 1983
  - 1re étape du Circuit de la Sarthe
  - 11e étape du Tour de l'Avenir
  - 2e du Tour d'Armorique
- 1984
  - Polynormande
  - 2e étape du Tour du Vaucluse
  - 2eb étape du Tour de l'Oise
  - 3e étape du Tour de France (contre-la-montre par équipes)
  - 3e de la Flèche finistérienne
- 1985
  - 3eb étape du Tour d'Armorique
  - 2e de Paris-Camembert
- 1986
  - 6e étape des Quatre Jours de Dunkerque[3]
  - 2e de La Marseillaise
- 1988
  - Trio normand (avec Philippe Bouvatier et Thierry Marie)
- 1989
  - 2e (contre-la-montre par équipes) et 13e étapes du Tour de France
  - 2e du Grand Prix de la Libération (contre-la-montre par équipes)
- 1990
  - 2e étape du Grand Prix du Midi libre
  - 2e de Paris-Camembert

## Résultats sur les grands tours

### Tour de France
4 participations 
- 1984 : 28e, vainqueur de la 3e étape (contre-la-montre par équipes),  maillot jaune pendant 12 jours
- 1986 : hors délais (2e étape)
- 1989 : 97e, vainqueur des 2e (contre-la-montre par équipes) et 13e étapes
- 1990 : 133e

### Tour d'Italie
2 participations
- 1988 : non-partant (9e étape)
- 1989 : abandon (15ea étape)